# Politikåret 1947

## Händelser

### Februari
- 10 februari – Parisfreden undertecknas.

### April
- 9 april – Karin Kock-Lindberg blir Sveriges första kvinnliga statsråd.

### Juni
- 5 juni – USA:s utrikesminister George C. Marshall lägger fram Marshallplanen för hjälp till Europas länder efter andra världskriget.
- 16 juni – Burma blir självständigt.

### Juli
- 15 juli – Den svenska riksdagen beslutar att införa allmänt, skattefritt barnbidrag.

### Augusti
- 14 augusti – Pakistan blir självständigt från brittiska imperiet.[1]

### November
- 13 november - Hans Hedtoft efterträder Knud Kristensen som Danmarks statsminister.[2]
- 23 november – 23 stater undertecknar GATT-avtalet.
- 25 november – Nya Zeeland blir självständigt från Storbritannien.
- 29 november – FN:s generalförsamling beslutar i en omröstning att dela Brittiska Palestinamandatet mellan judar och araber.[3]

## Val och folkomröstningar
- 28 oktober – Folketingsval i Danmark.

## Organisationshändelser
- 21 november – Oppositionspartier i Polen och Ungern upplöses av de kommunistiska regimerna.

## Födda
- 23 januari – Megawati Sukarnoputri, Indonesiens president 2001–2004.
- 5 april – Gloria Arroyo, Filippinernas president 2001–2010.
- 5 maj – Malam Bacai Sanhá, Guinea-Bissaus president 1999–2000 och 2009–2012.
- 6 augusti – Mohammed Najibullah, Afghanistans president 1986–1992.
- 3 september – Kjell Magne Bondevik, Norges statsminister 1997–2000 och 2001–2005.
- 22 november – Alfredo Cristiani, El Salvadors president 1989–1994.
- 14 december – Dilma Rousseff, Brasiliens president 2011–2016.

## Avlidna
- 14 december – Stanley Baldwin, Storbritanniens premiärminister 1923-1924, 1924-1929 och 1935-1937.

### Fotnoter
1. ↑  ”Pakistan” (på engelska). World Statesmen. http://www.worldstatesmen.org/Pakistan.htm. Läst 7 november 2012.
2. ↑  ”Denmark” (på engelska). World Statesmen. http://www.worldstatesmen.org/Denmark.html. Läst 2 augusti 2015.
3. ↑  ”Jerusalem” (på engelska). World Statesmen. http://www.worldstatesmen.org/Israel_Jerusalem.html. Läst 22 november 2012.